# Bruno Branco
Bruno Branco é um cantor brasileiro de folk, pop rock e música popular brasileira. Seu trabalho destaca-se por uma temática não proselitista. Embora seja um  artista cristão, sua música não é limitada a este público. Sua obra já recebeu indicações ao Troféu Promessas, e lançou dois álbuns em sua carreira.
Seu trabalho de estreia foi Lado a Lado, um trabalho independente composto por músicas autorais ao som de voz e violão. Atraindo a atenção da gravadora Som Livre, lançou Prato & Sino pela gravadora em 2014.
Também integrou o projeto Fé, Amigos e Poesia, juntamente com os cantores Hélvio Sodré e Marcela Taís.

## Discografia
- 2011: Lado a Lado
- 2014: Prato & Sino